# Campionato europeo femminile di pallacanestro Under-16 2023
Il Campionato europeo femminile di pallacanestro Under-16 2023 (noto anche come FIBA EuroBasket Women Under-16 2023) si è svolto in Turchia, a Smirne.

## Classifica finale
| Pos     | Team       |  |
| ------- | ---------- |  |
| Oro     | Francia    |  |
| Argento | Spagna     |  |
| Bronzo  | Italia     |  |
| 4.      | Finlandia  |  |
| 5.      | Croazia    |  |
| 6.      | Polonia    |  |
| 7.      | Serbia     |  |
| 8.      | Ungheria   |  |
| 9.      | Belgio     |  |
| 10.     | Slovenia   |  |
| 11.     | Lettonia   |  |
| 12.     | Israele    |  |
| 13.     | Grecia     |  |
| 14.     | Rep. Ceca  |  |
| 15.     | Turchia    |  |
| 16.     | Portogallo |  |